# Seddouk
Seddouk är en ort i Algeriet.   Den ligger i provinsen Béjaïa, i den norra delen av landet, 150 km öster om huvudstaden Alger. Seddouk ligger 353 meter över havet och antalet invånare är 19 884.
Terrängen runt Seddouk är huvudsakligen kuperad, men åt nordväst är den bergig.Runt Seddouk är det tätbefolkat, med 286 invånare per kvadratkilometer. Närmaste större samhälle är Akbou, 16,8 km sydväst om Seddouk. Omgivningarna runt Seddouk är i huvudsak ett öppet busklandskap.